# Sleepwalker (film, 2000)
Pour les articles homonymes, voir Sleepwalker.
Pour plus de détails, voir Fiche technique et Distribution.
Sleepwalker est un thriller suédois réalisé par Johannes Runeborg en 2000.

## Synopsis
Ulrik Hansson rentre de vacances avec sa femme et ses enfants et un couple d'amis. Le lendemain au réveil, il se retrouve dans son lit couvert de sang et sa famille a disparu. Sachant qu'il est atteint de somnambulisme, il lui vient à l'idée de fixer une caméra sur son épaule pour se filmer pendant son sommeil.

## Fiche technique
- Titre : Sleepwalker
- Réalisation : Johannes Pinter
- Scénario : Johan Brännström
- Musique : Christian Kribbe Sandqvist
- Photographie : Håkan Holmberg
- Montage : Johan Brännström et Johannes Pinter
- Production : John M. Jacobsen
- Société de production : Filmkameratene, Filmnor et Svensk Filmindustri
- Société de distribution : Svensk Filmindustri (France)
- Pays :  Suède et  Norvège
- Genre : horreur et thriller
- Durée : 95 minutes
- Dates de sortie : 
  -  Suède : 4 août 2000
  -  France : 18 juillet 2001

## Distribution
- Ralph Carlsson : Ulrik Hansson
- Ewa Carlsson : Monika Hansson
- Ander Palm : L'inspecteur Levin
- Tuva Novotny : Saga Hansson
- Donald Högberg : Dr. Christian
- Fredrik Hammar : le collègue de Levin
- Mats Rudal : Fredrik
- Sylvia Rauan : Helen
- Christoffer Edström : Erik
- Silke Lauren : Linn
- Toivo Tolonen : Roger
- Aina Lesse : Maria
- Viktor Friberg : Marklund

## Distinctions
Le film a reçu le prix "sang neuf" au Festival du film policier de Cognac en 2001.